# 銀河潮汐力

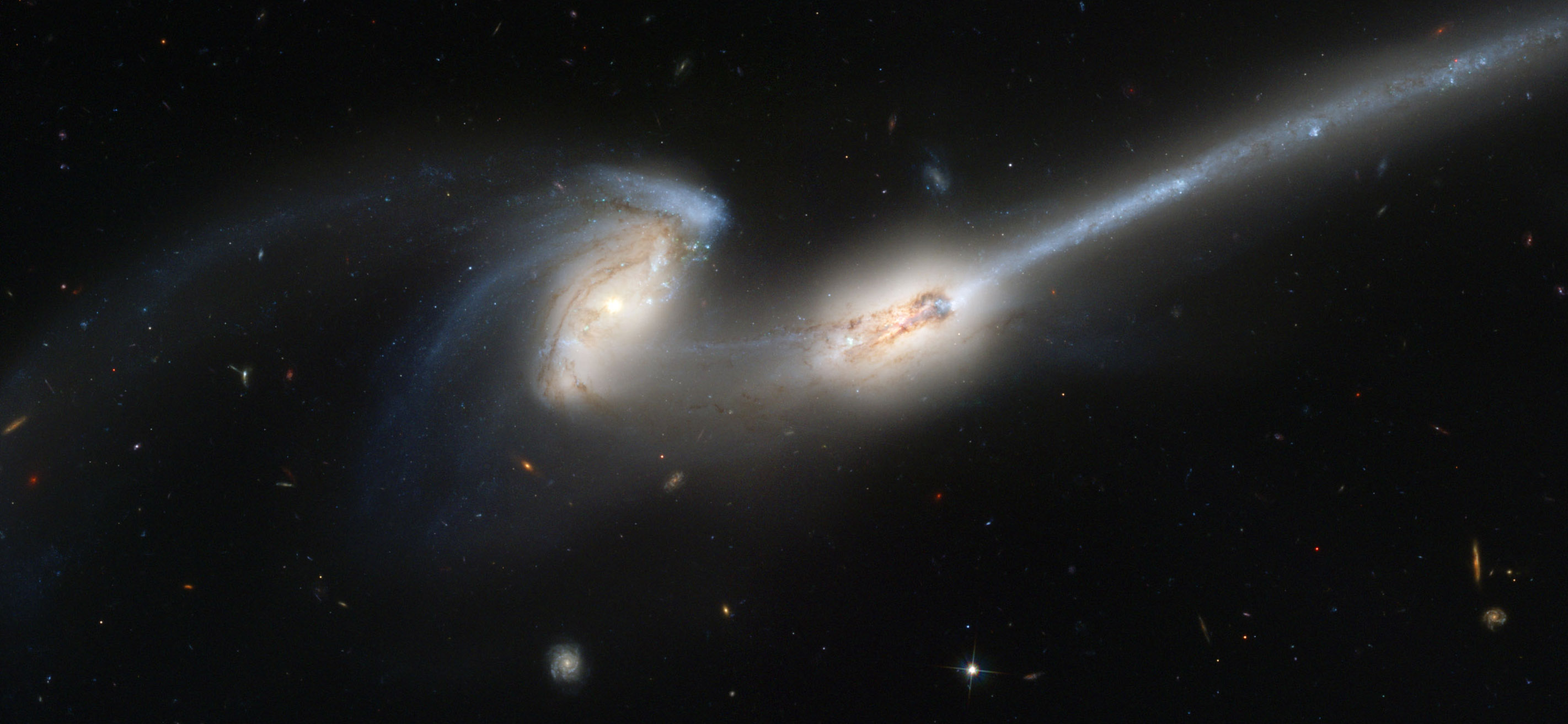
マウス銀河

銀河潮汐力（ぎんがちょうせきりょく、英: Galactic tide）は、銀河の重力場によって発生する潮汐力の一種で、主要な効果には、相互作用銀河、矮小銀河や伴銀河の分解、オールトの雲の摂動などがある。

## 外部の銀河の影響

### 銀河間の衝突

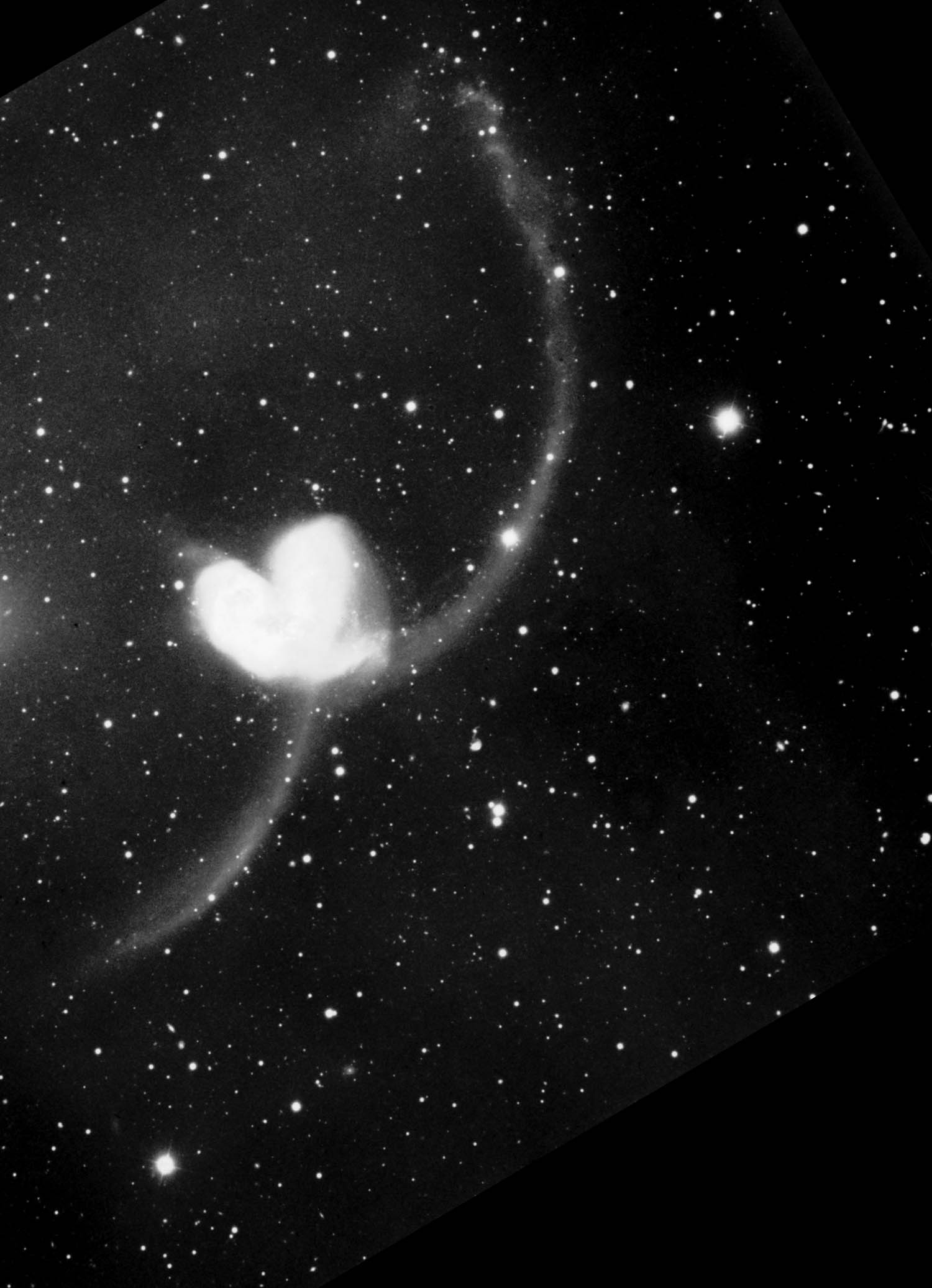
触角銀河の衝突中の潮汐力によって生じた長い潮汐尾

潮汐力は重力の絶対的な強さより重力の差異と関係があるため、銀河潮汐力は銀河周辺でのみ作用する。もし2つの銀河が近くを通り過ぎる場合、とても大きな潮汐力が作用することになる。
2つの銀河が正面衝突する場合は滅多になく、潮汐力が作用して銀河の進行方向に影響を与える。2つの銀河が重力的相互作用で互いの周りを回る際、潮汐力の影響を受けた地域は銀河本体から分離して差動回転により分解され銀河間空間へと飛ばされていく。この際に発生する尻尾のような模様の構造を潮汐尾という。潮汐尾は曲がった形をしており、直線に見える場合は、横から見ると、見た目は直線のように見えるのである。潮汐尾を形成する物質は普通重力を強く受ける銀河中心膨大部よりも銀河円盤でより多く供給される。潮汐尾が強く現れた例に、マウス銀河と触角銀河がある。 
月が2つの潮汐膨大部を作るのと同じ原理で、潮汐尾も通常の場合2つできる。相対銀河より質量が同等か少ないと長い潮汐尾ができる。逆に大きいと短い潮汐尾ができ、潮汐橋(bridge)と呼ばれる銀河前方の尻尾がより大きくなる。潮汐橋は位置上、潮汐尾と区別が難しく、2つの銀河が合わさる過程で銀河に再び吸収され潮汐尾より観測できる期間が短く、もし2つの銀河と地球との距離が違うと、潮汐橋が隠れて見えない場合もある。潮汐尾が両方の銀河に連結した模様である潮汐輪(tidal loop)はさらに観測が難しい。

### 伴銀河

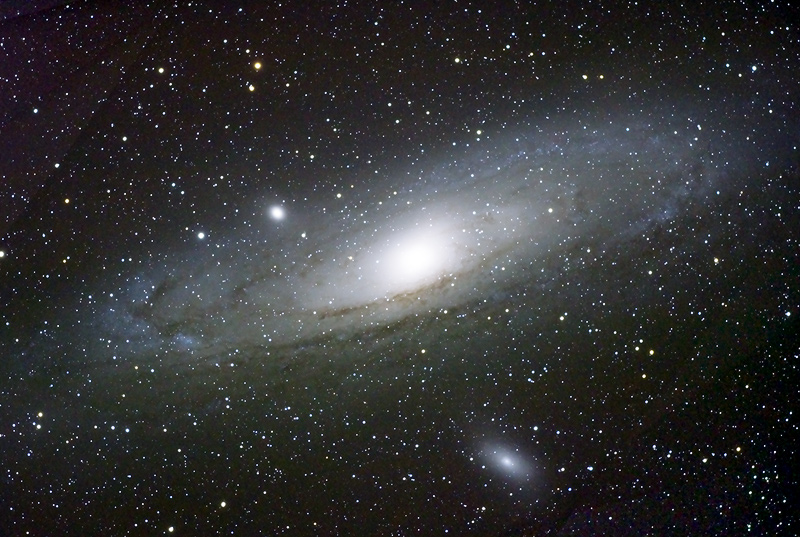
アンドロメダ銀河の円盤の左上にある伴銀河M32は アンドロメダ銀河の潮汐力で腕が消えた。

銀河潮汐力は銀河同士が近づくほど強くなるため、伴銀河が第一影響を大きく受ける。潮汐力を受けた伴銀河を回転方向と速度、質量と光度の関係の異常などを観測できる異常現象を示し、伴銀河で恒星と気体が隣の銀河に移ることもある。アンドロメダ銀河の伴銀河であるM32は外側の渦状腕をアンドロメダ銀河に失って、銀河中心部の分子雲が圧縮され恒星の形成が促進された。
渦状腕を失う過程は基本的に潮汐尾のできる過程と同じだが、質量差が大きいため実質的に片方の銀河にのみ影響が現れる。伴銀河がとても小さい場合には潮汐尾の模様が対称に現れて、伴銀河の後ろに続く模様になる。ただし、伴銀河の質量が中心銀河の質量の1万分の1以上なら、伴銀河自体の重力が潮汐尾に影響を与え、潮汐尾が非対称に様々な方向に広がっていく。最終的に形成される構造は伴銀河の質量と軌道、中心銀河周辺のダークマターハローの質量と構造の両方に依存しており、銀河暗黒物質の位置エネルギーを研究する方法として脚光を浴びている。
もし 矮小銀河が大きな銀河に接近しすぎたり、長い間1つの銀河を周回したら、銀河の形態が完全に崩れて中心の銀河を包む線形にかわることもある。また、アンドロメダ銀河などの一部の銀河の銀河円盤は、いくつかの矮小銀河がこの過程を経て完全に吸収された結果できた物とみなされることもある。

## 銀河内の天体の影響
銀河内にある天体にも銀河の潮汐力は影響を及ぼすが、特に恒星や惑星系の形成に最も大きな影響を与える。普通惑星系では、近くにある恒星が間を通りすぎる時を除き、中心の恒星だけが実質的な重力的影響力を発揮するが、恒星系の最外郭では恒星の重力が弱くなり銀河潮汐力の影響が大きくなる。太陽系の場合、長周期彗星の源と推定されるオールトの雲がまさにこの地域に属する。
オールトの雲は約1光年距離にある、太陽系を取り巻く巨大な天体群である。太陽とは距離が遠いため、銀河系自体潮汐力が相当な影響を行使して、オールトの雲の模様を銀河中心方向に潰している。この程度距離では太陽の重力が弱く、銀河潮汐力だけでも微惑星が撹乱されて太陽系に向かうようになる。オールトの雲の微惑星は主に岩石と氷が混ざった天体で、太陽系に進入すると、氷が蒸発して彗星になる。 

カイパーベルトとオールトの雲の模式図

また、銀河潮汐力が太陽系外側の微惑星をより外側に引きずりだし、オールトの雲の形成自体を促進した可能性も提起されている。このように、銀河潮汐力の影響は相当に複雑で、全体的な作用よりは行星界にある各天体がどのように反応するかが重要である。しかし、長時間効果が累積されるとなると相当な部分をしめるが、現在では、オールトの雲から来た彗星のうち90%ほどが銀河潮汐力が原因だと推定している。